# Риджуей (Колорадо)
Вижте пояснителната страница за други значения на Риджуей.
Риджуей (на английски: Ridgway) е град в централната част на Съединените американски щати, част от окръг Юрей на щата Колорадо. Населението му е около 924 души (2010).
Разположен е на 2103 m надморска височина в Скалистите планини, на 110 km източно от границата с щата Юта и на 275 km западно от град Пуебло. Селището е основано през 1891 година като железопътен възел, обслужващ миньорските селища Телюрайд и Юрей.

## Известни личности
Починали в Риджуей
- Денис Уивър (1924-2006), актьор